# Alicia Ortuño
Pour les articles homonymes, voir Ortuño.
Alicia Ortuño (née le 2 mai 1976) est une joueuse de tennis espagnole, professionnelle du début des années 1990 à 2001.
Elle a atteint le 155e rang mondial en simple le 20 juillet 1998 et le 82e en double le 1er novembre 1999.
Elle a gagné 1 tournoi WTA en double au cours de sa carrière.

## Palmarès

### Titre en double dames
| No | Date       | Nom et lieu du tournoi | Catégorie | Dotation  | Surface      | Partenaire       | Finalistes                         | Score         |          |
| -- | ---------- | ---------------------- | --------- | --------- | ------------ | ---------------- | ---------------------------------- | ------------- | -------- |
| 1  | 05/04/1999 | Estoril Open Lisbonne  | Tier IVa  | 140 000 $ | Terre (ext.) | Cristina Torrens | Anna Foldenyi-Dicker Rita Kuti-Kis | 7-6, 3-6, 6-3 | Parcours |

### Finale en double dames
Aucune

## Parcours en Grand Chelem

### En simple
N'a jamais participé à un tableau final.

### En double dames
| Année | Open d'Australie             | Open d'Australie            | Internationaux de France      | Internationaux de France   | Wimbledon                    | Wimbledon               | US Open                    | US Open                  |
| ----- | ---------------------------- | --------------------------- | ----------------------------- | -------------------------- | ---------------------------- | ----------------------- | -------------------------- | ------------------------ |
| 1999  | 1er tour (1/32) Mariam Ramon | S. Noorlander Wang Shi-Ting | 3e tour (1/8) C. Torrens      | L. Davenport Mary Pierce   | 1er tour (1/32) L. Němečková | C. Martínez P. Tarabini | 1er tour (1/32) C. Torrens | Tina Križan K. Srebotnik |
| 2000  | 1er tour (1/32) C. Torrens   | M. Grzybowska Tara Snyder   | 1er tour (1/32) S. Noorlander | Alice Canepa Giulia Casoni | -                            | -                       | -                          | -                        |
| 2001  | -                            | -                           | 1er tour (1/32) María Vento   | Cara Black Likhovtseva     | -                            | -                       | -                          | -                        |

Sous le résultat, la partenaire ; à droite, l’ultime équipe adverse.

## Classements WTA en fin de saison

### En simple
| Année | 1990 | 1991 | 1992 | 1993 | 1994 | 1995 | 1996 | 1997 | 1998 | 1999 | 2000 | 2001 |
| Rang  | 784  | 519  | 366  | 562  | 334  | 239  | 237  | 182  | 175  | 243  | 296  | 540  |

Source : (en) « Classements de Alicia Ortuño », sur le site officiel du WTA Tour

### En double
| Année | 1991 | 1992 | 1993 | 1994 | 1995 | 1996 | 1997 | 1998 | 1999 | 2000 | 2001 |
| Rang  | 464  | 590  | 192  | 208  | 157  | 180  | 140  | 173  | 87   | 126  | 210  |

Source : (en) « Classements de Alicia Ortuño », sur le site officiel du WTA Tour